# Premier League Malti 1946-1947
Il campionato era formato da otto squadre e lo Ħamrun Spartans F.C. vinse il titolo. Non vi furono retrocessioni.

## Classifica finale
| Pos. | Squadra              | G  | V  | N | P | GF | GS | Punti |
| ---- | -------------------- | -- | -- | - | - | -- | -- | ----- |
| 1    | Ħamrun Spartans F.C. | 14 | 10 | 1 | 3 | 29 | 13 | 21    |
| 2    | Valletta F.C.        | 14 | 8  | 4 | 2 | 30 | 18 | 20    |
| 3    | Floriana             | 14 | 7  | 3 | 4 | 30 | 17 | 17    |
| 4    | Sliema Wanderers     | 14 | 6  | 2 | 6 | 30 | 25 | 14    |
| 5    | Hibernians F.C.      | 14 | 5  | 2 | 7 | 25 | 34 | 12    |
| 6    | Melita F.C.          | 14 | 4  | 3 | 7 | 29 | 39 | 11    |
| 7    | St. George's F.C.    | 14 | 4  | 1 | 9 | 27 | 38 | 9     |
| 8    | Naxxar Lions         | 14 | 2  | 4 | 8 | 20 | 36 | 8     |